# Шарвиз (приток Залы)
Ша́рвиз (венг. Sárvíz [ˈʃaːrviːz]) — река в Венгрии, левый приток средней Залы, протекает по территории медье Ваш и Зала на западе страны. Один из основных левобережных притоков Залы.
Длина — 25,827 км. Площадь водосбора — 154 км².
Шарвиз начинается на южной окраине населённого пункта Шарфимиздо в медье Ваш. В верхней половине преобладащим направлением течения является северо-восток, в нижней — юго-восток. Впадает в Залу на южной окраине населённого пункта Заласентиван в медье Зала.